# Lotta greco-romana ai Giochi della XI Olimpiade - Pesi piuma
La competizione della categoria pesi piuma (fino a 61 kg) di lotta greco-romana dei Giochi della XI Olimpiade si è svolta dal 6 al 9 agosto al  Deutschlandhalle in Berlino.

## Formato
Ad ogni incontro venivano assegnate le seguenti penalità:
- 0 = Al vincitore per schienata
- 1 = Al vincitore per decisione
- 2 = Allo sconfitto per decisione (1 giudici contro 2)
- 3 = Allo sconfitto per decisione (0 giudici contro 3)
- 3 = Allo sconfitto per schienata

Con cinque penalità o più il lottatore veniva eliminato.

## Risultati
| Legenda                                  | Legenda |
| ---------------------------------------- | ------- |
| Lottatore con 5 penalità o più Eliminato |         |

### 1 Turno
Si è disputato il 6 agosto.
| Vincitore          | Pen. | Risultato | Sconfitto           | Pen. |
| ------------------ | ---- | --------- | ------------------- | ---- |
| Einar Karlsson     | 0    | Schienato | Ernst Lehmann       | 3    |
| Henryk Szlązak     | 0    | Schienato | Gyula Móri          | 3    |
| František Janda    | 1    | 2:1       | Tomo Šestak         | 2    |
| Sebastian Hering   | 0    | Schienato | Ion Horvath         | 3    |
| Eugène Kracher     | 1    | 3:0       | Norman Morrell      | 3    |
| Aarne Reini        | 1    | 3:0       | Erich Fincsus       | 3    |
| Krisjānis Kundziņš | 0    | Schienato | August Scherpenisse | 3    |
| Valentino Borgia   | 1    | 3:0       | Nikolaos Biris      | 3    |
| Yaşar Erkan        | 0    | Schienato | Robert Nielsen      | 3    |
| Hideichi Yoshioka  | 0    |           | Esentato            |      |

### 2 Turno
Si è disputato il 7 agosto.
| Vincitore        | Pen. | Risultato | Sconfitto           | Pen. |
| ---------------- | ---- | --------- | ------------------- | ---- |
| Einar Karlsson   | 1    | 3:0       | Hideichi Yoshioka   | 3    |
| Henryk Szlązak   | 0    | Schienato | Ernst Lehmann       | 6    |
| Gyula Móri       | 3    | Schienato | Tomo Šestak         | 5    |
| Ion Horvath      | 4    | 3:0       | František Janda     | 4    |
| Sebastian Hering | 0    | Schienato | Norman Morrell      | 6    |
| Aarne Reini      | 1    | Schienato | Eugène Kracher      | 4    |
| Nikolaos Biris   | 3    | Schienato | Erich Fincsus       | 6    |
| Valentino Borgia | 2    | 3:0       | Krisjānis Kundziņš  | 3    |
| Yaşar Erkan      | 0    |           | Esentato            |      |
|                  |      | Ritirato  | August Scherpenisse |      |
|                  |      | Ritirato  | Robert Nielsen      |      |

### 3 Turno
Si è disputato il 7 agosto.
| Vincitore          | Pen. | Risultato | Sconfitto         | Pen. |
| ------------------ | ---- | --------- | ----------------- | ---- |
| Yaşar Erkan        | 0    | Schienato | Hideichi Yoshioka | 6    |
| Einar Karlsson     | 2    | 3:0       | Henryk Szlązak    | 3    |
| Gyula Móri         | 3    | Schienato | František Janda   | 7    |
| Ion Horvath        | 4    | Schienato | Eugène Kracher    | 7    |
| Sebastian Hering   | 1    | 3:0       | Aarne Reini       | 4    |
| Krisjānis Kundziņš | 3    | Schienato | Nikolaos Biris    | 6    |
| Valentino Borgia   | 2    |           | Esentato          |      |

### 4 Turno
Si è disputato l'8 agosto.
| Vincitore          | Pen. | Risultato | Sconfitto        | Pen. |
| ------------------ | ---- | --------- | ---------------- | ---- |
| Yaşar Erkan        | 0    | Schienato | Valentino Borgia | 5    |
| Einar Karlsson     | 2    | Schienato | Gyula Móri       | 6    |
| Sebastian Hering   | 2    | 3:0       | Henryk Szlązak   | 6    |
| Aarne Reini        | 4    | Schienato | Ion Horvath      | 7    |
| Krisjānis Kundziņš | 3    |           | Esentato         |      |

### 5 Turno
Si è disputato il 9 agosto.
| Vincitore      | Pen. | Risultato | Sconfitto          | Pen. |
| -------------- | ---- | --------- | ------------------ | ---- |
| Yaşar Erkan    | 1    | 3:0       | Krisjānis Kundziņš | 6    |
| Einar Karlsson | 3    | 3:0       | Sebastian Hering   | 5    |
| Aarne Reini    | 4    |           | Esentato           |      |

### 6 Turno
Si è disputato il 9 agosto.
| Vincitore      | Pen. | Risultato | Sconfitto   | Pen. |
| -------------- | ---- | --------- | ----------- | ---- |
| Aarne Reini    | 4    | Schienato | Yaşar Erkan | 4    |
| Einar Karlsson | 3    |           | Esentato    |      |

### 7 Turno
Si è disputato il 9 agosto.
| Vincitore   | Pen. | Risultato | Sconfitto      | Pen. |
| ----------- | ---- | --------- | -------------- | ---- |
| Aarne Reini | 5    | 2:1       | Einar Karlsson | 5    |
| Yaşar Erkan | 4    |           | Esentato       |      |

## Classifica finale
| Pos.    | Atleta              | Nazione        |
| ------- | ------------------- | -------------- |
| Oro     | Yaşar Erkan         | Turchia        |
| Argento | Aarne Reini         | Finlandia      |
| Bronzo  | Einar Karlsson      | Svezia         |
| 4       | Sebastian Hering    | Germania       |
| 5       | Krisjānis Kundziņš  | Lettonia       |
| 6       | Valentino Borgia    | Italia         |
| 7       | Gyula Móri          | Ungheria       |
| 7       | Henryk Szlązak      | Polonia        |
| 9       | Ion Horvath         | Romania        |
| 10      | Nikolaos Biris      | Grecia         |
| 10      | Hideichi Yoshioka   | Giappone       |
| 12      | Eugène Kracher      | Francia        |
| 12      | František Janda     | Cecoslovacchia |
| 14      | Tomo Šestak         | Jugoslavia     |
| 15      | Erich Fincsus       | Austria        |
| 15      | Norman Morrell      | Gran Bretagna  |
| 15      | Ernst Lehmann       | Svizzera       |
| 18      | August Scherpenisse | Belgio         |
| 18      | Robert Nielsen      | Danimarca      |